# Rodenkirchen (Köln)
Rodenkirchen (auf Kölsch: Rudekirche) ist ein Stadtteil Kölns, der dem Bezirk Rodenkirchen den Namen gegeben hat.

## Lage
Der Stadtteil Rodenkirchen grenzt im Osten an Weiß, im Süden an die Stadtteile Sürth und Hahnwald, ganz im Westen an der Bundesautobahn 555 auf einem kurzen Stück auch an Rondorf, im Nordwesten entlang der Bundesautobahn 4 an Marienburg und im Norden an den Rhein mit den angrenzenden Orten Poll, Westhoven und Ensen.

## Geschichte

### Maternuslegende

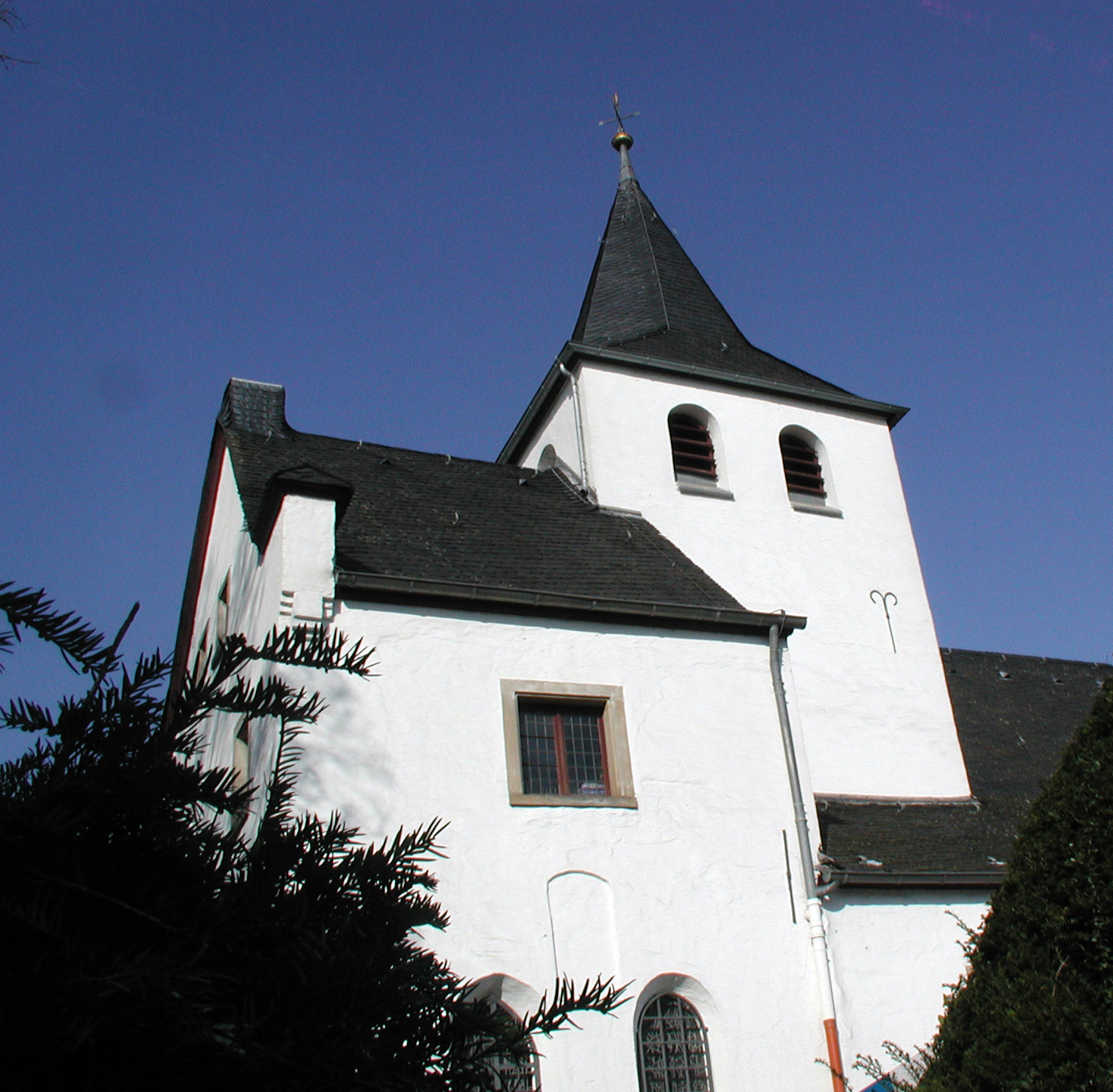
Alt St. Maternus

Nach einer Legende aus dem Mittelalter um den Kölner Bischof Maternus sollen sich Tongern, Köln und Trier bei seinem Tod gestritten haben, wo Maternus bestattet werden sollte, da alle drei Bischofssitze gleichermaßen Anspruch auf ihren Bischof erhoben. In diesem Zusammenhang erscheint der Ort Rodenkirchen mit der Bezeichnung „Ruenkirchen“ oder „Ruwenkirch“.
Nach einem zu fällenden Gottesurteil, initiiert durch einen Engel in Menschengestalt, wurde am Kölner Rheinufer ein Kahn mit dem Leichnam aufs Wasser gesetzt. Dieser trieb der Legende nach knapp eine Meile flussaufwärts und stieß dann – außerhalb der Stadt Köln – ans Ufer. So bekam Trier, hier als Landesherren zuständig, das Begräbnis. Die Eingeweide blieben jedoch an dem Ort, an dem der Kahn anlandete. Die Kölner sollen dann dort eine Kapelle errichtet haben um sie hier zu verwahren. Der Ort erhielt den Namen Ruwenkirch nach der Wortbedeutung Ruwen, Rauen gleich Reue im Sinne von Trauer um einen Toten, wie auch darüber, dass die Kölner ihren geliebten Bischof an Trier verloren.
Ob der Kölner Maternus mit dem geschichtlich bezeugten Teilnehmer an einer Kirchensynode von 313 in Rom identisch ist, ist historisch nicht gesichert.
Ebenso soll er im Jahr darauf am Konzil von Arles teilgenommen haben.
Die heutige Maternuskapelle am Rheinufer von Rodenkirchen stammt wohl aus dem 10. Jahrhundert. Memoriensteine, die 1925 bei Sanierungsarbeiten in den Mauern entdeckt wurden, stammen aus frühchristlicher Zeit.
Verwendet wurden diese Steine in der Regel nur an Kirchen mit Begräbnisrecht, also Pfarrkirchen. Insofern ist ein frühchristlicher Vorgängerbau möglich.

### Mittelalter

#### Stifte und Schenkungen
Für die erste Erwähnung des Ortes Rodenkirchen wird die gefälschte Schenkungsurkunde des Erzbischofs Evergerus zu Gunsten des Stifts Sankt Martin zu Köln im Jahre 989 in Anspruch genommen. In dieser wird das übertragene Gut als „Rodenkyrchion“ angegeben.
Im 13. Jahrhundert ist, wie aus Urkunden des Erzbischofs Konrad von Hochstaden hervorgeht, die heutige Bezeichnung Rodenkirchen schon gebräuchlich.
Wie viele andere Stifte, die vor den Toren Kölns Ländereien durch Schenkungen oder Kauf in ihren Besitz brachten, erwarben auch St. Martin und das Stift St. Severin schon in früher Zeit bedeutenden Grundbesitz in Rodenkirchen.

#### Adel
In den Urkunden des frühen Mittelalters wird mehrfach der Name des adeligen Geschlechts der „von Rodenkirchen“ genannt.
Um 1190 gibt Hermann von Rodenkirchen gegen eine Anleihe von 36 Mark sein Lehen an das Stift St. Martin vorübergehend zurück, um am Kreuzzug gegen Saladin den Eroberer Jerusalems teilnehmen zu können. Ein Johann von Rodenkirchen war ein von Erzbischof Konrad von Hochstaden 1259 in Köln eingesetzter Schöffe.

#### Amt Löwenburg
Rodenkirchen gehörte vom 13. Jahrhundert bis Ende des 18. Jahrhunderts zum bergischen Amt Löwenburg, die Vogtei hatten zu Beginn die Grafen von Sayn, in deren Besitz auch die Löwenburg auf der rechten Rheinseite war. Von dort wurden auch nach Bedarf der Landbote oder bei anstehenden Exekutionen die „Kugelschützen“ auf richterliche Anordnung des Amtes Löwenburg geschickt.
Als Graf Heinrich III. von Sayn 1247 starb, fiel der Besitz nebst den Vogteien Bonn und Rodenkirchen an Graf Heinrich von Sponheim, der sich später Graf von Heinsberg nannte. Sein Sohn, Johann I. von Heinsberg, führt den Titel „Herr zu Löwenberg“ fort.
Das Dorf Rodenkirchen war in bürgerlichen Angelegenheiten vertreten durch einen Vorsteher und zwei Schöffen.

#### Kaufleute und Stapelrecht
In einem eingeschränkten Gebiet zwischen Köln und Rodenkirchen und nicht darüber hinaus durften fremde Kaufleute mit Erlaubnis des Erzbischofs Handel treiben (Stapelrecht). So hieß es ebenfalls im Jahr 1259:
„neque ullus causa mercandi ulterius, quam in Coloniam et non trans Rhenum
neque versus partes superiores ultra villam nomine Rodenkirchen procedet“.

#### Ein Leprosenhaus lebt von Almosen

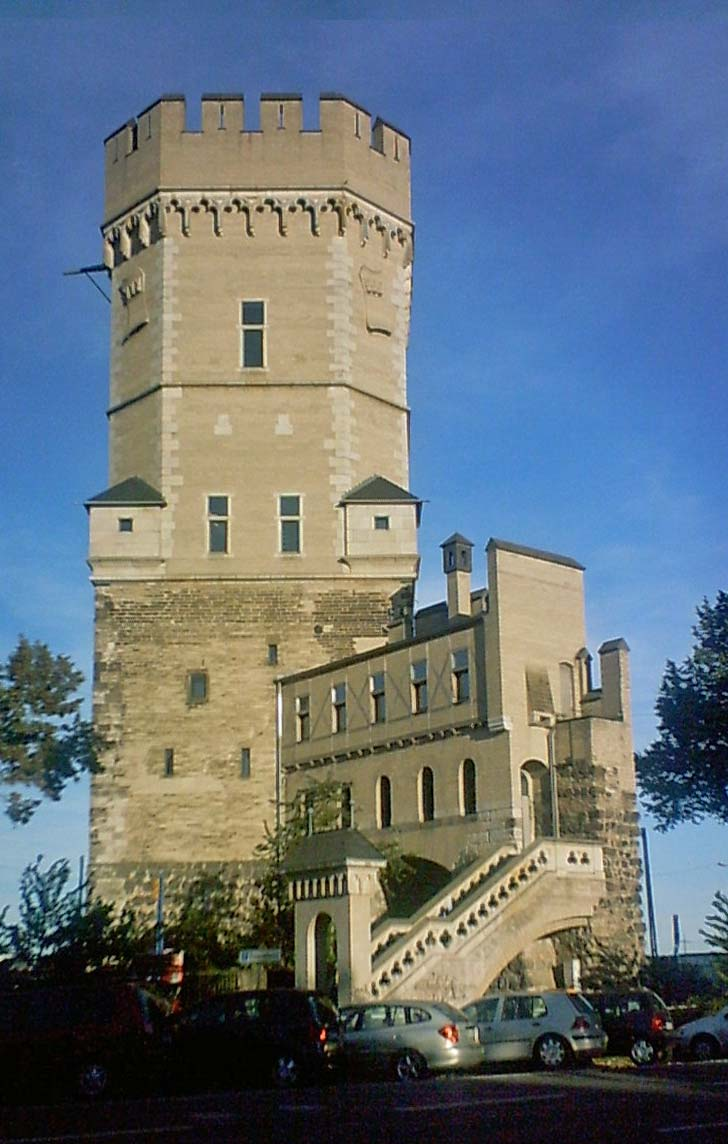
Der restaurierte Bayenturm

1582 wurde am Rand Rodenkirchens von der Stadt Köln für die an der Lepra erkrankten Menschen sechs „Prövenerwohnungen“ (Nutznießer einer Präbende), ein Siechenhaus und ein „Nachenmannshaus“ erbaut. Eine solche Fürsorge war ein Ausdruck der Nächstenliebe und diente zugleich dem Schutz der Stadtbevölkerung vor Ansteckung.
Der Nachenmann hatte das Recht, mit einem Kahn, dem Siechennachen, auf dem Fluss bei den vorbeifahrenden Schiffen um Almosen zu bitten. So ist ein Siechennachen für die beiden am Rhein gelegenen Siechenhäuser von Köln in Riehl und Rodenkirchen und für Wesseling bekannt.
Diese Rechte wurden meistens an Gesunde, zum Beispiel an den Nachenmann vom Bayenturm, verpachtet, die dafür entsprechende Gebühren an das Leprosenhaus abführen mussten.
Die Einrichtung, mit vier Morgen Land ausgestattet, wurde nach Ausbleiben neuer Aussatzfälle auf Verordnung der kurpfälzischen Regierung zu Düsseldorf vom Januar 1712 aufgehoben und die Gebäude abgerissen.

### 17. Jahrhundert

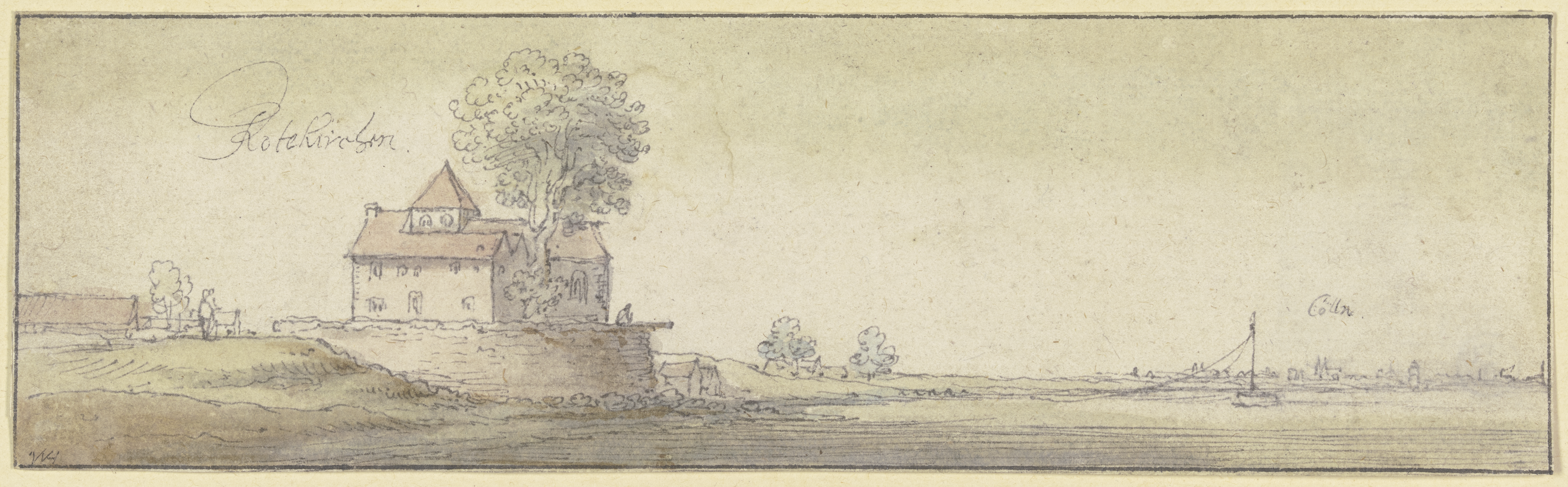
Alt St. Maternus und Treidelschiff. Deren Seile haben Rillen in die Kirchhofsmauer gerieben. Wenzel Hollar 1630er Jahre.

Aus dem Jahr 1621 wird berichtet, dass der von den Kartäusermönchen aus Rodenkirchen produzierte und nach Köln eingeführte Wein mit Zoll belegt wurde. Die hierdurch hervorgerufenen Zwistigkeiten wurden mit Rücksicht auf die Privilegien des Konventes 1623 beigelegt. Um die Weingärten vor immer wieder auftretenden Hochwasserschäden zu schützen, wurde nach Bewilligung durch den Herzog von Jülich und Berg ebenfalls im Jahr 1623 ein Schutzdamm aus Pfählen gebaut.

### 18. Jahrhundert
Nach einer im Jahr 1725 vorgenommenen Steuererhebung der Jülich-Bergschen Landesregierung bestanden in Rodenkirchen folgende geistlichen Güter:
- Der Frohnhof, seit dem Jahr 989 zugleich Sitz des Hofgerichts, zum Stift St. Martin gehörig, mit 462 Morgen Acker
- Der Jonenhof, auch der kleine Frohnhof genannt, ebenfalls zum Stft St. Martin gehörig, mit 161 Morgen Acker
- Der Spitalshof, zum Hospital St. Martin subportien (am Altermarkte zu Köln) gehörig, mit 115 Morgen Acker
- Der Zehnthof, dem Stift St. Severin zugehörig, mit 20 Morgen Acker
- Der Rodderhof oder Großrott (später Schillingsrott) dem Stift St. Severin zugehörig, mit 115 Morgen Acker
- Der Hof Röttgen zu Schillingsrott (später Lennartzhof), dem Stift St. Georg zugehörig, mit 320 Morgen Acker
- Das Krussengut (später Kohlshof), dem Kapitel St. Georg zugehörig, mit 17 Morgen Acker
- Der Karthäuserhof, den Kartäusern zu Köln gehörig mit 6 Morgen Weingarten (das Hanxlede’sche Gut), von welchem später das Grundstück für die neue Kirche erworben wurde

Die Erwerbsquellen der Rodenkirchener Dorfbewohner waren seit Alters her, Fischfang, Landwirtschaft und Weinbau, bis zur Bauernbefreiung Anfang des 19. Jahrhunderts zumeist als Leibeigene.

### Säkularisation und 19. Jahrhundert

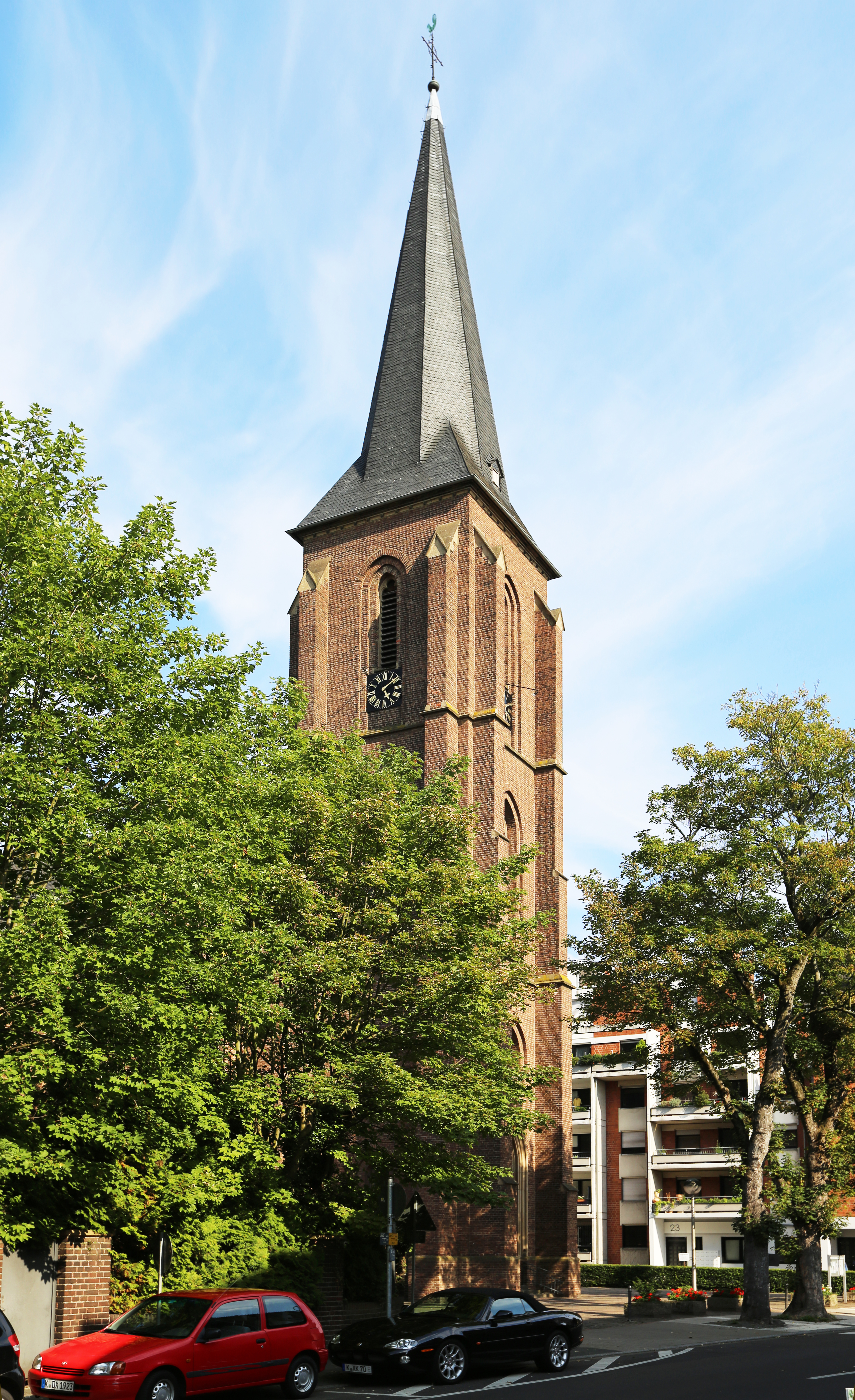
Die neue Kirche Sankt Maternus

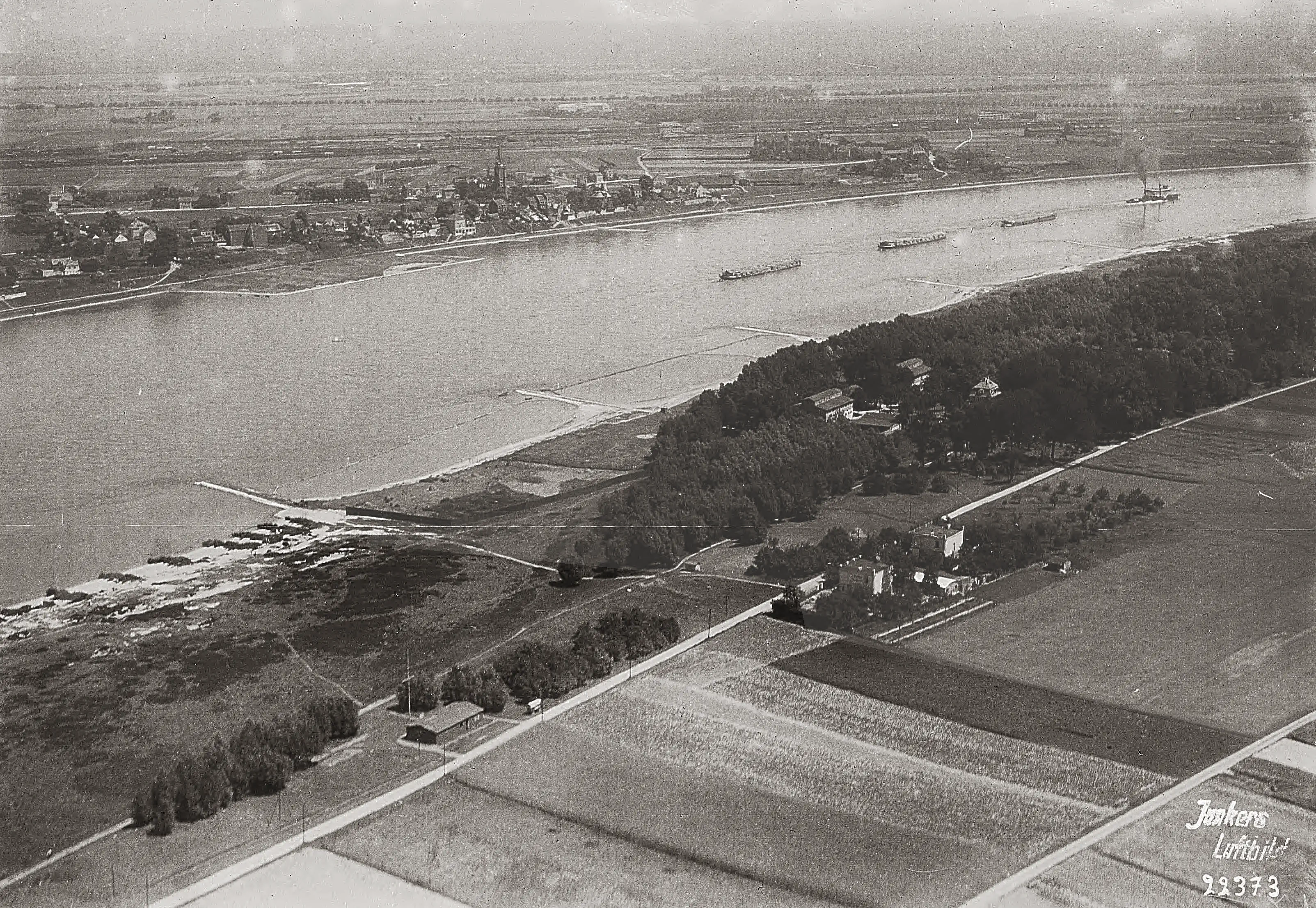
„Strandschlösschen“ und andere Lokale 1928.

Im Jahr 1794 hatten französische Revolutionstruppen das Linke Rheinufer in Besitz genommen. Die recht umfangreichen kirchlichen Besitztümer in Rodenkirchen wurden im Zuge der allgemeinen Säkularisation, welche im Jahr 1801 auf der Grundlage eines zwischen der Französischen Republik und dem Heiligen Stuhl getroffenen Vereinbarung erfolgte, dem Fiskus übereignet. Die Aufhebung und Auflösung der Klöster, sowie der Verkauf aller geistlichen Güter derselben, war jedoch nur ein Teilaspekt, der politische Strukturwandel zeigte sich auch in neuer Ein- und Zuordnung der Verwaltung.
Durch Einführung der in Frankreich gültigen Verwaltungsgliederung 1798 wurde Rodenkirchen der Mairie (preußisch dann Bürgermeisterei Rondorf) zugeordnet im Canton de Brühl, dieser wurde dann 1816 zusammen mit dem Canton Weiden zum preußischen Landkreis Köln. Der Amtssitz des Bürgermeisters wechselte mit dessen jeweiligem Wohnsitz. Und so wurde Rodenkirchen erst ab Anfang der 1890er Jahre dauerhaft Sitz des Bürgermeistereiamtes.
Mit der Industrialisierung stieg die Einwohnerzahl in den Jahren 1816 bis 1905 von 464 auf 3015.
Auf Grund der immer weiter anwachsenden Bevölkerung wurde 1867 nach den Plänen von Vincenz Statz die neugotische Kirche St. Maternus gebaut; eine weitere Pfarrkirche, St. Joseph, folgte 1955 und ist der letzte ausgeführte Kirchenbau des Architekten Dominikus Böhm.

### 20. Jahrhundert

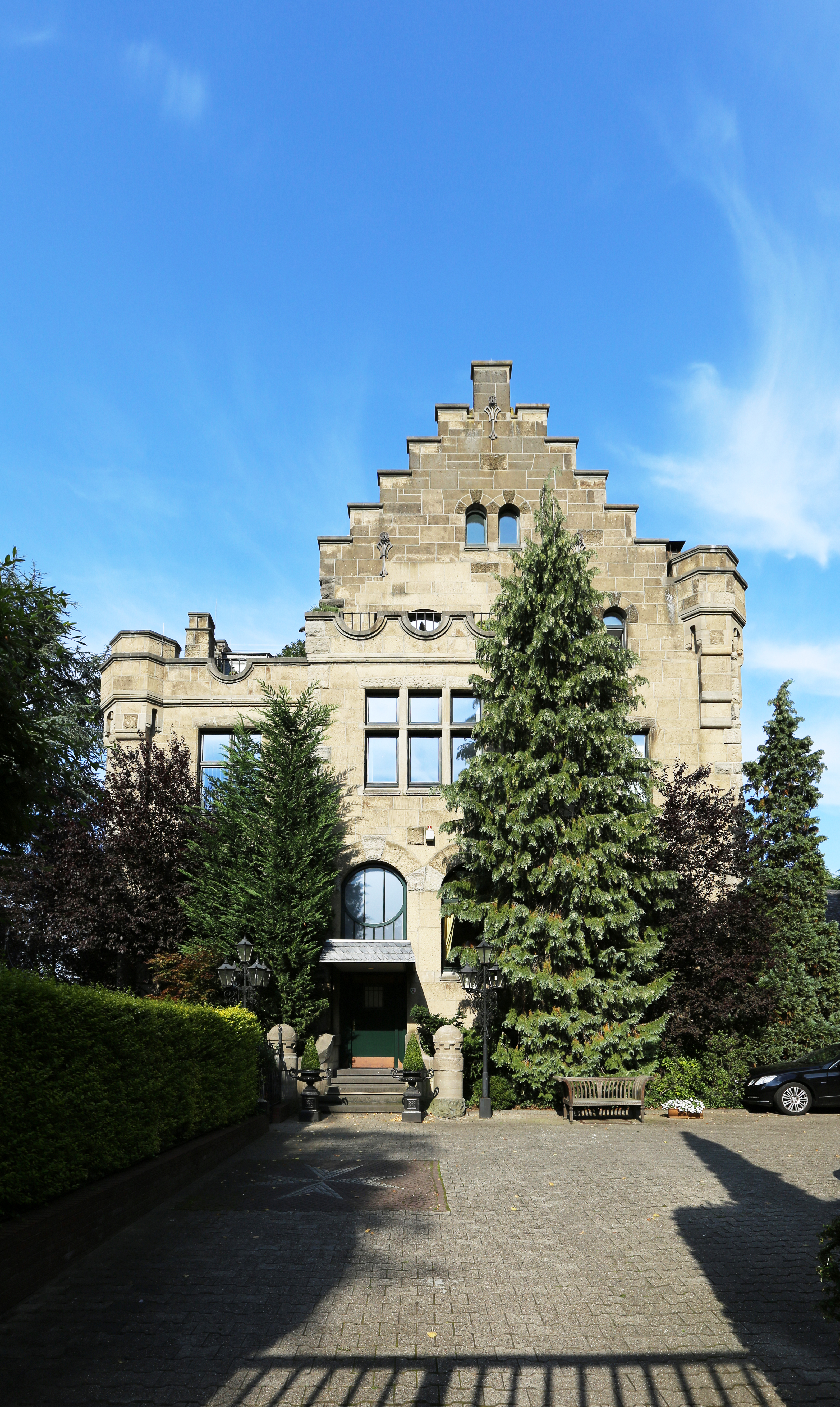
Die Villa Malta

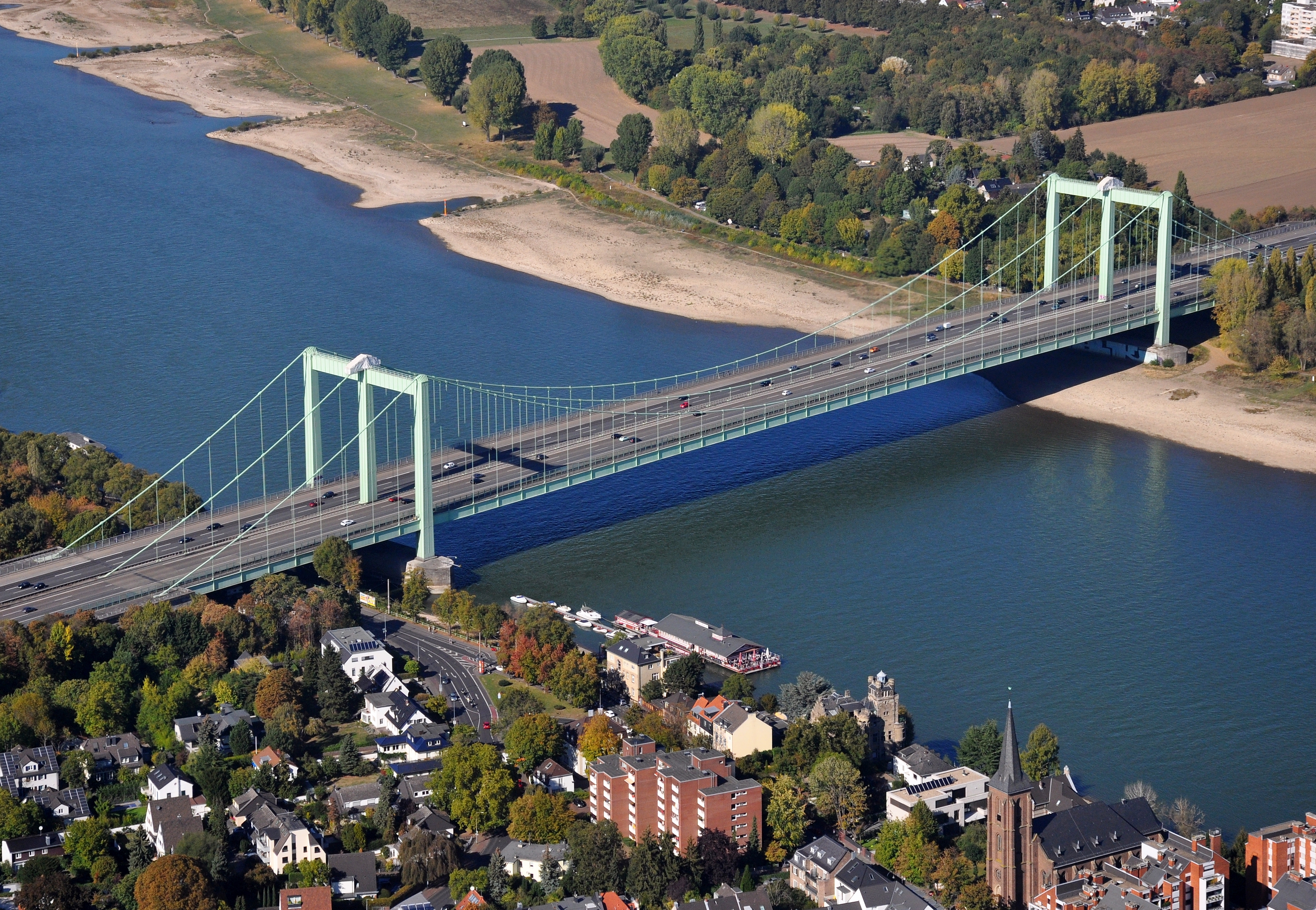
Rodenkirchener Autobahnbrücke, St. Maternus, Villa Malta, Restaurantschiff Alte Liebe

Rodenkirchen wandelte sich zum Anfang des neuen Jahrhunderts auch im Ortsbild. Das „Dorf“ wurde durch seine schöne Rheinlage Ausflugsort und bevorzugter Wohnplatz meist begüterter Kölner Bürger.
So entstanden neben vielen Villen im Jahr 1904 auch die burgähnliche Jugendstil-Villa des Bürgermeisters Steisel, die Villa Antonia, später Villa Maria, ab 1974 nach den späteren Besitzern, dem Malteser Hilfsdienst, Villa Malta genannt, die es 1985 weiterverkauften. Im Jahr 1907 wurde unweit davon am Ortseingang die Villa des Fabrikanten Ernst Reimbold erbaut, die im Zweiten Weltkrieg stark litt, ihren Turm verlor und teilweise vom Kölner Architekten O.M. Ungers wieder aufgebaut wurde. Nach Ernst Reimbold ist gegenüber eine Straße benannt.
Um 1907 eröffnete das Restaurant Zur schönen Aussicht, heute Brauhaus Quetsch. Rund um die alte Kapelle Sankt Maternus etablierten sich in uralten Fachwerkhäusern Schankwirtschaften, wie das seit 1820 bestehende Treppchen oder das Fährhaus, Clubhaus des Kölner Yachtclubs, das 1912 aus den drei Michelshüschen entstand.
Die Zahlen der Volkszählung vom 1. Dezember 1910 zeigen, dass schon bald eine ziemlich dichte Bebauung erfolgte. Damals wohnten im Pfarrbezirk 6329 Katholiken, 2519 Evangelische, 248 Juden und 91 Einwohner, die keiner der großen Glaubensgemeinschaften angehörten.
In Rheinlage, an der Uferstraße/Im Park, entstanden später Wohngebäude im Bauhausstil der Klassischen Moderne.
Auch die zwischen 1938 und 1941 nach einem Entwurf von Paul Bonatz für die Bundesautobahn 4 Köln–Aachen errichtete Rodenkirchener Autobahnbrücke veränderte das Ortsbild.

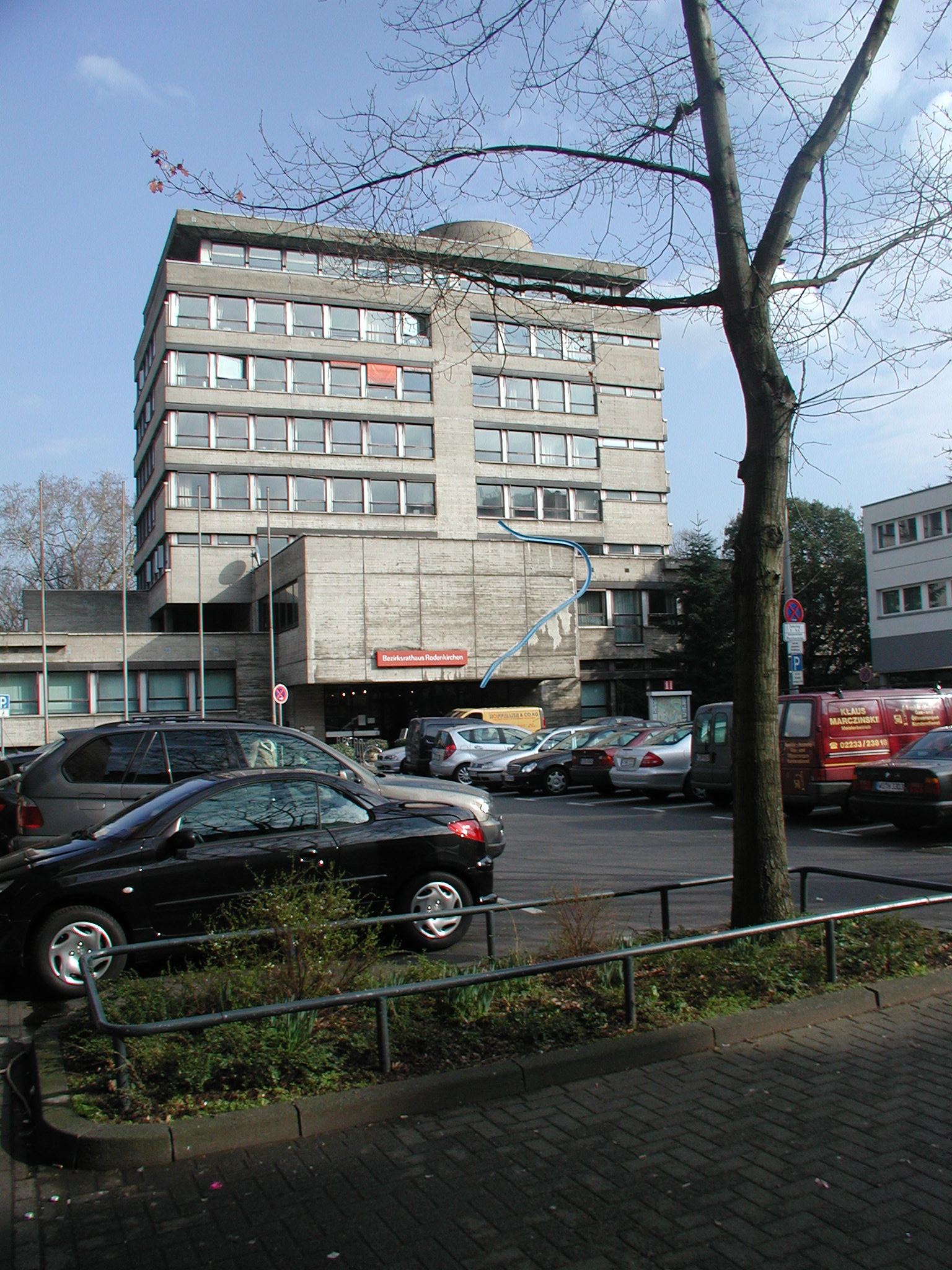
Das heutige Bezirksrathaus

Die im ausklingenden 20. Jahrhundert oft großflächig und hochragend errichteten Projekte, wie das neue Bezirksrathaus, oder der Komplex „Sommershof“ sowie große Wohnanlagen (z. B. Wohnpark Rodenkirchen) haben das ehemals eher dörfliche Gepräge der Ortschaft beendet.
Das letzte verbliebene Hofgut aus alter Zeit, Gut Schillingsrott, eine der letzten historischen Hofanlagen in Rodenkirchen wurde 1997 zu Wohnzwecken umgebaut. Bis dahin bestand die Anlage aus dem Herrenhaus, einem Südtrakt sowie aus den Nord- und Osttrakten. Es hatte eine Grundstücksgröße von 7000 Quadratmetern.
Die Bürgermeisterei Rondorf blieb als Gemeinde Rondorf erhalten, bis sie sich 1961 in Gemeinde Rodenkirchen umbenannte, da dies sich zum Hauptort entwickelt hatte. Am 1. Januar 1975 wurde Rodenkirchen durch das Köln-Gesetz nach Köln eingemeindet.

### Bürgermeister der Gemeinde Rodenkirchen
| - 1811–1813: Heinrich Wahn - 1814–1844: Johann Georg Rolshoven - 1845–1848: Andreas Engels - 1848–1860: Peter Wahn - 1860–1872: Franz Ness - 1872–1893: Johann Baptist Wolff - 1893–1904: Eduard Steisel - 1905–1919: Max Adam | - 1919–1919: Theodor Castenholz - 1919–1934: Arnold Freund - 1934–1945: Josef Weitz - 1945–1946: August Weyer - 1946–1952: Rudolf Buch - 1952–1964: Josef Kallscheuer - 1964–1967: Alfons Künstler - 1967–1974: Heribert Mölders |

## Bevölkerungsstatistik
Struktur der Bevölkerung von Köln-Rodenkirchen (2021):
- Durchschnittsalter der Bevölkerung: 47,2 Jahre (Kölner Durchschnitt: 42,3 Jahre)
- Ausländeranteil: 11,5 % (Kölner Durchschnitt: 19,3 %)
- Arbeitslosenquote: 4,0 % (Kölner Durchschnitt: 8,6 %)

## Infrastruktur

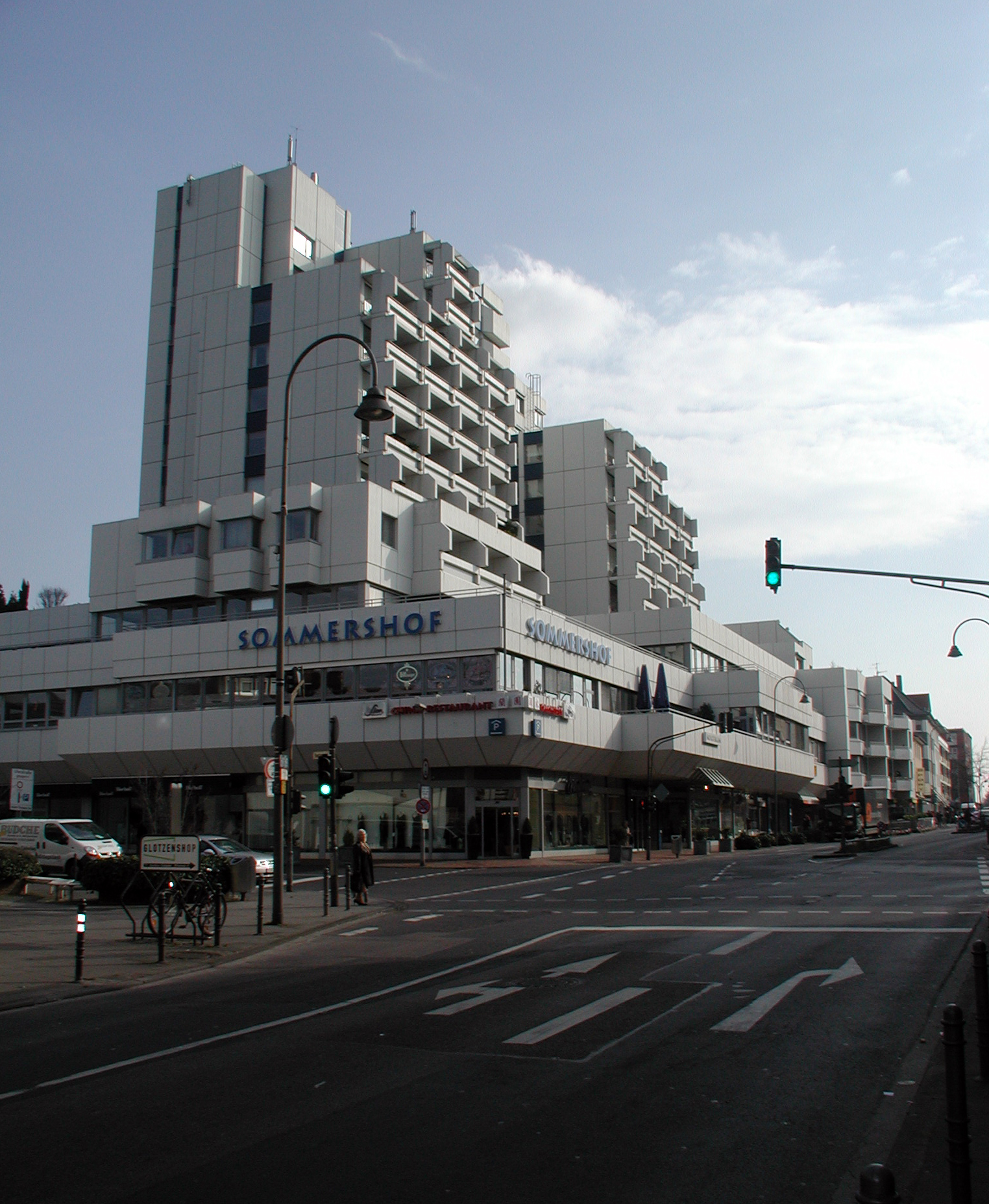
Das Geschäfts- und Bürocenter Sommershof

Das Geschäftszentrum des Stadtteils wird durch die Hauptstraße vom Rodenkirchener Bezirksrathaus bis zur Rodenkirchener Autobahnbrücke sowie das Teilstück der Maternusstraße vom Maternusplatz bis zum Rodenkirchener Bahnhof der Stadtbahn-Linie 16 und 17 gebildet. Die Stadtbahn bietet Verbindungen in Richtung Köln-Innenstadt und Bonn.
| Linie | Verlauf / Anmerkungen | Takt (Mo–Fr) |
| ----- | --- | ------------ |
| 16    | Niehl – Amsterdamer Straße/Gürtel – U Reichenspergerplatz – U Ebertplatz – U Breslauer Platz/Hbf – U Dom/Hbf – U Appellhofplatz (Breite Straße) – U Neumarkt – Barbarossaplatz – Chlodwigplatz – Ubierring – Marienburg – Rodenkirchen – Sürth – Godorf – Wesseling Nord – Wesseling – Wesseling Süd – Urfeld – Widdig – Uedorf – Hersel – Tannenbusch Mitte – Tannenbusch Süd – Propsthof Nord – Bonn West – U Bonn Hbf – U Universität/Markt – U Juridicum – U Bundesrechnungshof/Auswärtiges Amt – U Museum Koenig – U Heussallee/Museumsmeile – Ollenhauerstraße – Olof-Palme-Allee – Max-Löbner-Straße/Friesdorf – Hochkreuz/Deutsches Museum Bonn – U Wurzerstraße – U Plittersdorfer Straße – U Bonn-Bad Godesberg Bf – U Bad Godesberg Stadthalle | 10 min       |
| 17    | U Severinstraße – Kartäuserhof – U Chlodwigplatz – U Bonner Wall – Rodenkirchen (– Sürth) (nur in der HVZ) | 10 min       |

Hohen Freizeitwert hat in Rodenkirchen der Leinpfad entlang des Rheines mit bewirtschafteten Bootshäusern, Kneipen und Biergärten. Wer es etwas ruhiger mag, geht im Forstbotanischen Garten oder dem diesen umgebenden Naherholungsgebiet Friedenswald spazieren, der den Stadtteil nach Süden zum Hahnwald hin begrenzt. Beide Attraktionen haben überörtliche Bedeutung. Auch der Kölner Grüngürtel, der den Ortsteil von der übrigen Stadt trennt, ist nicht weit entfernt und lädt mit seinen Spazier- und Radwegen und dem nahen Kahnweiher zur Freizeitgestaltung ein.

## Sport
Durch die Lage am Rhein liegt der sportliche Schwerpunkt in Rodenkirchen vor allem im Wassersport. Zahlreiche Bootshäuser sowohl an Land als auch zu Wasser prägen das Bild des Stadtteils. Mit dem Kölner Ruderverein von 1877, der Kölner Rudergesellschaft 1891 und dem Kölner Club für Wassersport, deren Vereinsniederlassungen entlang des Rheinufers in Richtung Marienburg zu finden sind, bildet Rodenkirchen eine Hochburg des Rudersports innerhalb der Kölner Bucht. Im Kanusport sind wiederum der Rhein-Kanu-Club Köln 1923 und der Kanu-Club Grün-Gelb Köln aktiv, während sich die Freie Wassersport-Vereinigung Köln vor allem dem Schwimmen widmet.
Größter Breitensportverein des Stadtteils ist der Turnverein Rodenkirchen 1898, der neben Leichtathletik und Turnen auch in Mannschaftssportarten wie Basketball, Fußball und Volleyball aktiv ist.

## Religion
Die drei katholischen Gotteshäuser in Rodenkirchen sind:
- Kapelle Alt St. Maternus („Kapellchen“) aus dem 10. bis 12. Jahrhundert
- Kirche St. Maternus (1865)
- Pfarrkirche St. Joseph (1955)

Darüber hinaus hat Rodenkirchen zwei evangelische Kirchen:
- Evangelische Erlöserkirche (1967)
- Erzengel-Michael-Kirche in Michaelshoven (1955)

## Sehenswürdigkeiten
- Kapellchen

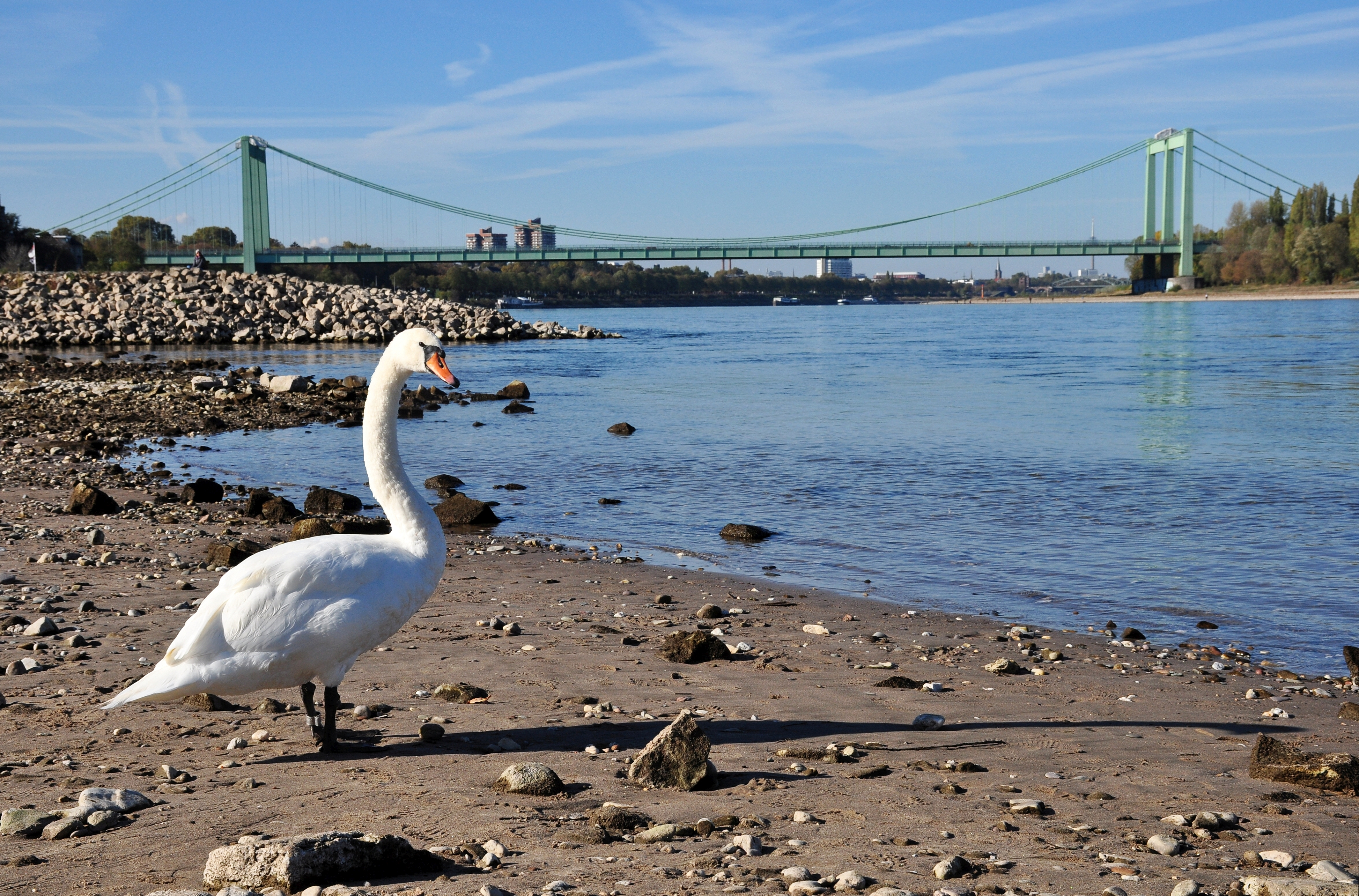
Schwan vor Rodenkirchener Autobahnbrücke bei Extrem-Niedrigwasser im Herbst 2018

- Das rot-weiß gestreifte Bootshaus „Alte Liebe“ ist ein beliebtes schwimmendes Ausflugslokal. Es liegt wie die Bootshäuser „Albatros“ und „Rodenkirchen“ vor dem „Kölsche Riviera“ genannten Rheinuferbereich mit vielen in den Rhein ragenden Buhnen, zwischen denen sich kleine Buchten mit Sandstränden gebildet haben.
- Maternus-Bildstock: In einer Nische der Hochwasserschutzmauer an der Rheinuferpromenade steht eine Statue des Hl. Maternus, Schutzpatron vor Hochwasserfluten und zugleich Schutzheiliger von Rodenkirchen. Eine erste Statue wurde an dieser Stelle 1773 von Karthäusermönchen aufgestellt. Die heutige Statue stammt aus dem Jahr 1992 und wurde vom Bildhauer Ernst Thomas Reimbold angefertigt. Ein Gitter schützt sie vor Vandalismus und Treibgut bei Hochwasser.
- Gasthaus Zum Treppchen
- Villa Malta
- Finkens Garten[10]
- Forstbotanischer Garten[11]
- Park der Diakonie Michaelshoven
- Rheinbrücke
- Die Kirche St. Joseph ist ein Bauwerk der bedeutenden Kölner Architekten Dominikus Böhm und Gottfried Böhm. Mit dem Anwachsen der Bevölkerung in der Zeit der Industrialisierung erwartete man eine Ausbreitung Rodenkirchens nach Köln hin. Darum baute man die neue St.-Maternus-Kirche auf eine hochwassersichere Anhöhe am nördlichen Rand von Rodenkirchen. Der Ort entwickelte sich (durch die industriellen Gegebenheiten) allerdings mehr in südlicher Richtung. Der Bevölkerungszuwachs war so rapide, dass man nach dem Ende des Zweiten Weltkriegs an den Bau einer neuen Kirche dachte. Dominikus Böhm erhielt in seinem letzten Lebensjahr den Auftrag, die Kirche und die zugehörigen Bauten zu planen. Diese Kirche wurde Böhms letztes ausgeführtes Projekt. Der Grundsteinlegung fand 1955 statt. Der eigenwillige Bau wurde von seinem Sohn Gottfried zu Ende geführt, schon 1956 konnte die Kirche geweiht werden. Es gibt zwei Kirchtürme: Der eine dient zugleich als Eingangsbereich und beherbergt das Glockengeläut, der andere am hinteren Ende der Kirche erhebt sich über dem Altarraum und lässt durch die zahlreichen kleinen Fenster Licht von oben einströmen. Der Kreuzweg wurde Anfang des 21. Jahrhunderts von dem Bildhauer Hans Karl Burgeff gestaltet.

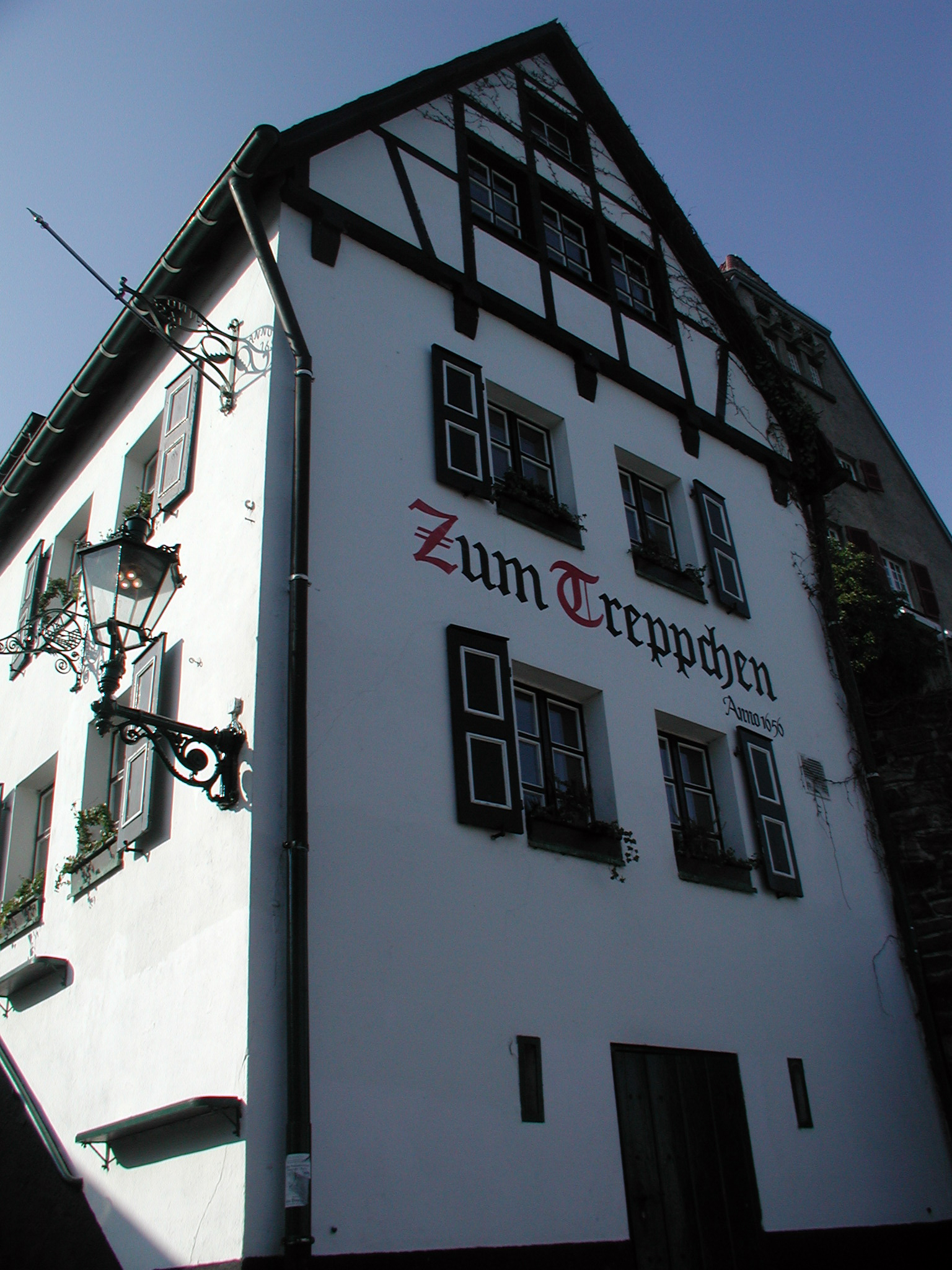
„Zum Treppchen“, Frontseite vom Ufer aus
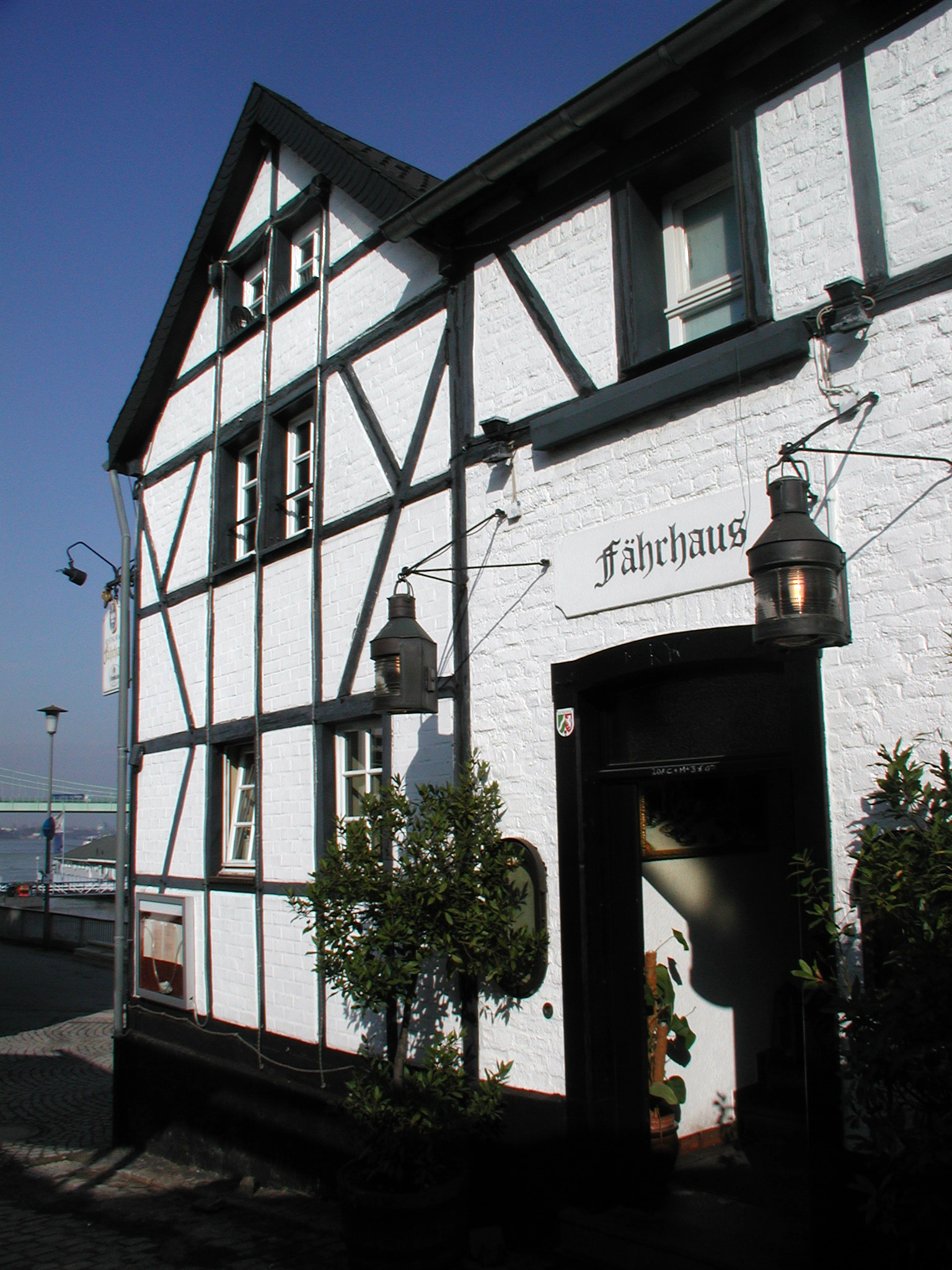
Altes Fährhaus
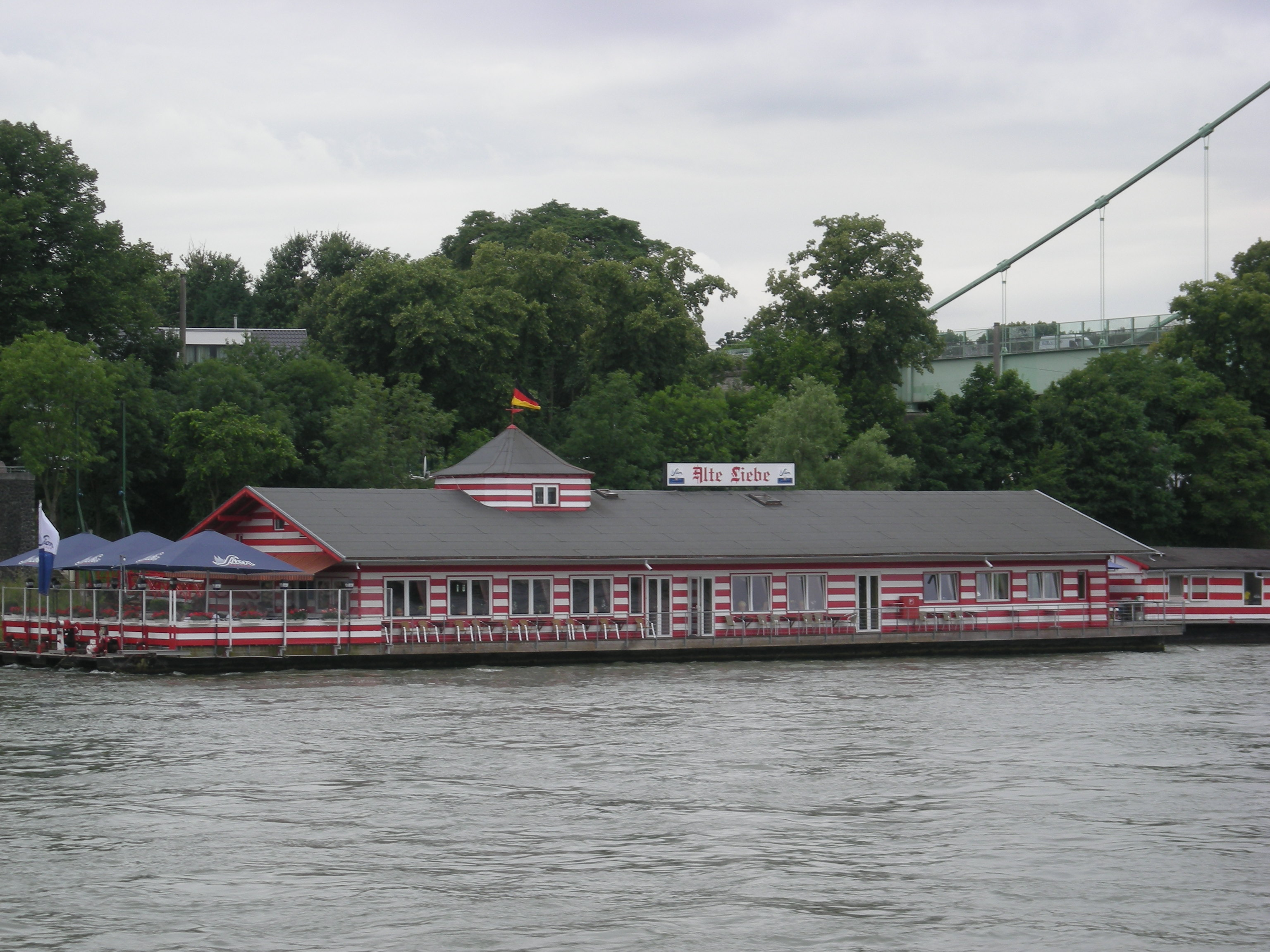
Restaurantschiff „Alte Liebe“
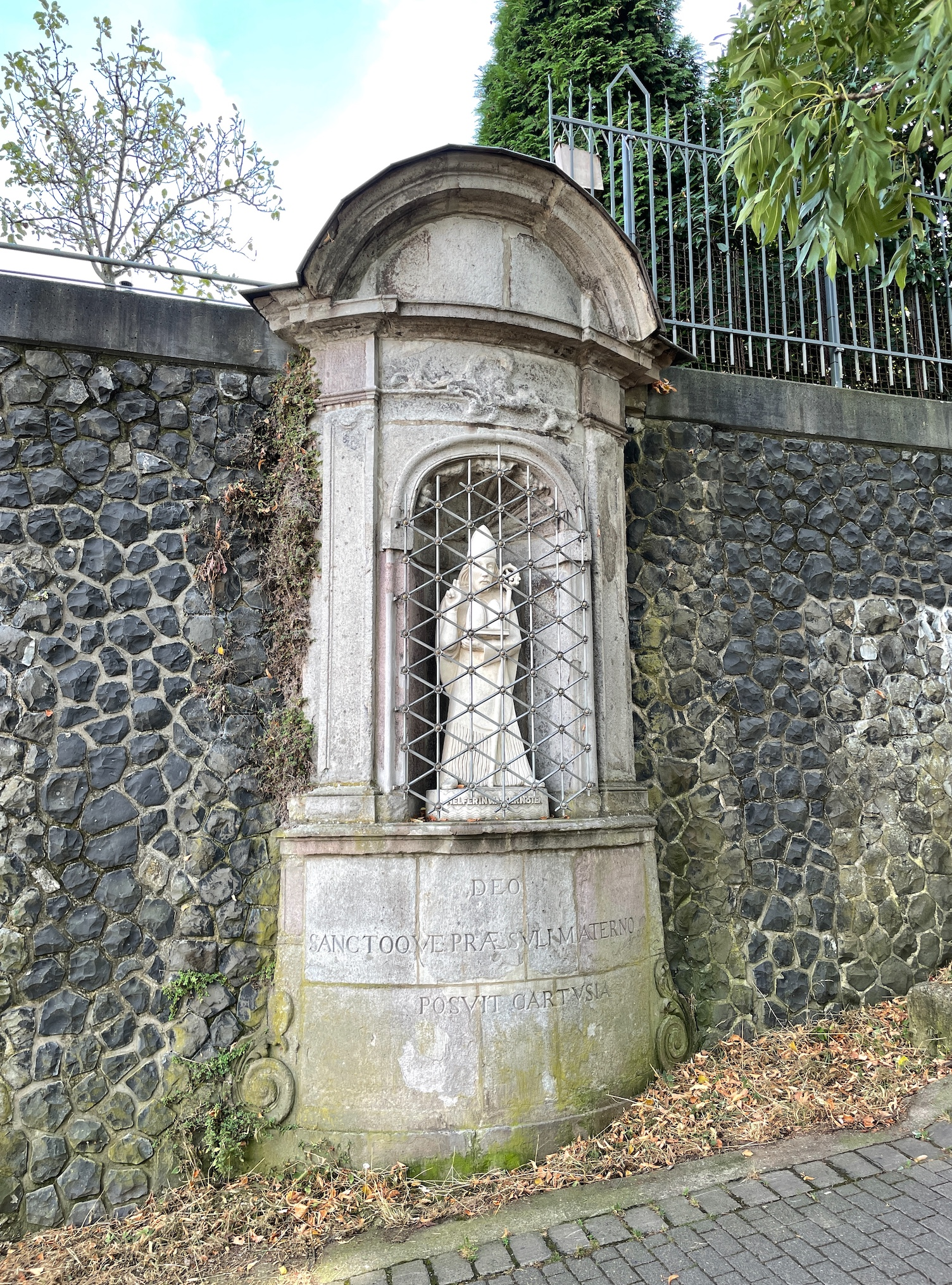
Maternus-Bildstock an der Rheinuferpromenade in Höhe des Bootshauses „Alte Liebe“
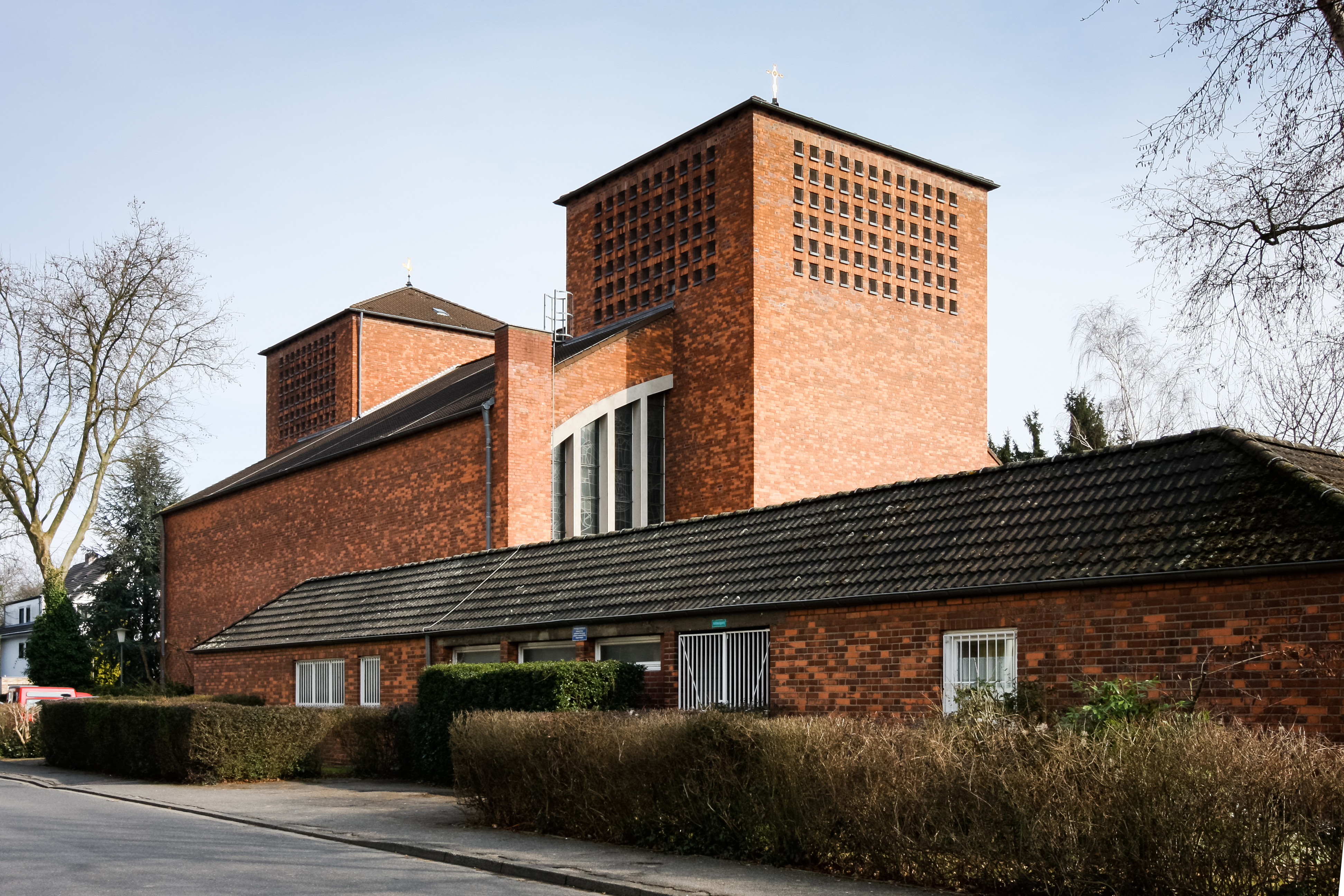
Kirche St. Joseph

## Ehrenbürger
- Rudolf Buch, Sparkassenamtmann, seit dem 22. August 1955
- Heinrich Erpenbach, Landwirt, seit dem 22. August 1955
- Paul Renner, Dechant, seit dem 21. November 1961
- Josef Kallscheuer, Bürgermeister, seit dem 23. Juni 1964
- Everhard Stolz, Ortsvorsteher und Ratsmitglied, seit dem 23. Juni 1963 (lehnte ab)
- Erwin te Reh, Pfarrer, seit dem 10. Dezember 1974